# Aston (cráter)
Aston es un cráter de impacto lunar que se encuentra sobre la extremidad noroeste de la Luna. Debido a su ubicación, su visibilidad está sujeta a la libración. Se encuentra al este del cráter Röntgen, a cierta distancia al oeste de Ulugh Beigh en el borde del Oceanus Procellarum. Al sur se encuentra el cráter Voskresenskiy.
|  |

El borde de Aston se ha desgastado y redondeado debido a impactos posteriores. Tiene una forma circular que no ha sido alterada de manera significativa por los impactos cercanos. La plataforma interior es relativamente plana y sin rasgos distintivos, sin pico central significativo.

## Cráteres satélite

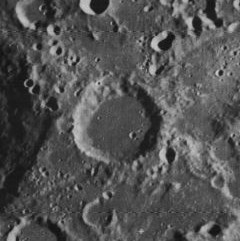
Otra imagen de Aston

Por convención estos elementos son identificados en los mapas lunares poniendo la letra en el lado del punto medio del cráter que está más cerca de Aston.
|       | \| Aston \| Coordenadas \| Diámetro \| \| ----- \| ----------------------------- \| -------- \| \| K \| 35°06′N 87°48′O / 35.1, -87.8 \| 14 km \| \| L \| 35°30′N 86°30′O / 35.5, -86.5 \| 10 km \| |          |
| Aston | Coordenadas | Diámetro |
| K     | 35°06′N 87°48′O / 35.1, -87.8 | 14 km    |
| L     | 35°30′N 86°30′O / 35.5, -86.5 | 10 km    |